# 帝大七生社

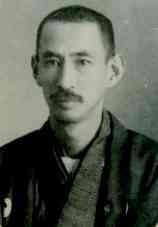
上杉慎吉

帝大七生社（ていだいしちせいしゃ）は、文学博士の紀平正美を代表とした1925年創立の団体。七生社、東大七生社とも称された。1920年結成の学生団体興国同志会の後身。学生思想団体の新人会に対抗し、上杉慎吉の指導のもと、国家興隆、国家主義、人格修養を標榜して結成された。

## 概要
東京帝国大学の上杉慎吉が指導にあたり、本部は当初は東京市小石川区大塚坂下町の上杉邸に置かれたが、後に指導者の阿刀田駿郎ら会員が住んでいた本郷区森川町の求道学舎（真宗大谷派僧侶近角常観が開いた学生寮）に移された。結社名は「七生報国」(七度生まれ変わっても敵を倒し、国に報ずるの意)。
「至誠一貫、報国尽忠」を掲げ、1927年6月には宣戦布告を行い新人会との衝突が激しい。最初は週1回の研究会、月1回の神社・史跡の参詣や、床次竹二郎・小川平吉ら先輩同人を招いて講演会を開催していたがだんだん暴徒化した。
指導者には穂積五一、会員には四元義隆、浜崎長門、重富義男、工藤恒四郎、松岡平市などがいた。結社の学生宿舎として穂積が1932年に「至軒寮」(戦後「新星学寮」と改称)を開設した。
だんだん目立った活動はなくなり、1938年ごろ自然消滅状態となった。

## 沿革
大正5年ごろ上杉慎吉を中心として同士学生が愛国修養の団体「木曜会」を結成、それが発展し、大正8年に興国同志会となり、会員は400-500名を有した。同志会の機関誌『戦士日本』1号の鹿子木員信の巻頭辞が問題となって発売禁止となったため、経済的打撃などから同志会内で分裂が起こり、一部が脱会して国本社を作り、残留組は大正10年ごろに自然解体した。この間も木曜会会員として上杉のもとで修養していた40名ほどが大正13年に上杉宅に集い、七生社を結成した。